# Ярослав Нетолічка
Ярослав Нетолічка (чеськ. Jaroslav Netolička, народ. 3 березня 1954, Опава, Чехословаччина) — чехословацький футболіст, воротар, олімпійський чемпіон 1980 року.

## Клубна кар'єра
Основну частину кар'єри провів, виступаючи за празьку «Дуклу». З нею тричі ставав чемпіоном країни: у 1977, 1979 та 1982 роках. 1983 року залишив празький клуб і перейшов у «Вітковіце», де відіграв лише 18 ігор за два сезони. Потім виступав у німецькому «Мюнхені 1860», але не закріпився у його складі та повернувся до «Вітковиці». 1988 року знову спробував закріпитися в європейських клубах, але спроба заграти в бельгійському «Хасселті» також зірвалася. На заході кар'єри грав за чехословацький клуб другої ліги «Богумін», потім за малайзійський клуб «Сабах», а завершив кар'єру в клубі «Славий Ковкор».

## Виступи за збірні
У збірній зіграв лише 15 матчів. У складі делегації Чехословаччини грав на Олімпіаді у Москві (номер 13) та став там олімпійським чемпіоном. На чемпіонаті Європи 1980 року отримав уже перший номер і став бронзовим призером: у матчі за 3-е місце проти Італії знадобилися післяматчеві пенальті, і Нетолічка взяв удар італійця Фульвіо Колловаті, принісши своїй збірній бронзові нагороди.

## Кар'єра тренера
Кар'єра тренера не була такою вдалою для Нетолічки: він працював із сімома клубами, які не виступали у Першій лізі Чехії. Найвідомішим із них є «Височина».

## Титули і досягнення
- Олімпійський чемпіон: 1980
- Бронзовий призер чемпіонату Європи: 1980
- Чемпіон Чехословаччини: Дукла (Прага) 1976/1977, 1978/1979, 1981/1982
- Володар Кубка Чехословаччини: Дукла (Прага) 1981